# Джума, Омар Али
Омар Али Джума (англ. Omar Ali Juma; 26 июня 1941, Чаке-Чаке, Пемба Южная — 4 июля 2001, Дар-эс-Салам) — танзанийский политик, главный министр Занзибара (25 января 1988 — октябрь 1995) и вице-президент Танзании (1995—2001). По профессии специалист по животноводству и ветеринарной медицине.

## Биография
Родился 26 июня 1941 года в Чаке-Чаке. С 1949 по 1957 год посещал местную школу для мальчиков. С 1957 по 1960 год учился в средней школе Юана Смита (ныне средняя школа Хайле Селассие), где получил аттестат обычного уровня. В 1960 году поступил в Московский государственный университет. В 1962 году получил сертификат повышенного уровня. В 1967—1969 годах — помощник ветеринарного врача, в 1970—1971 годах — старший ветеринарный врач, в 1971—1972 годах — специалист по животноводству, в 1972—1978 — главный ветеринарный врач.
С 1969 года учился в аспирантуре Каирского университета, получая специальность по животноводству и здравоохранению. В 1976 году прошёл годичный курс для получения диплома последипломного образования по тропической ветеринарной медицине в Эдинбургском университете. В 1982 году поступил в Университет Флориды на краткий курс ветеринарных наук, а два года спустя поступил в Университет Рединга на курс экономики животноводства, после чего также учился в Идеологическом колледже Кивукони в Танзании.
С 1978 по 1984 год являлся директором департамента животноводства. С 1984 по 1988 год — главный секретарь Министерства сельского хозяйства и развития животноводства. С 1988 по 1995 год — главный министр Революционного правительства Занзибара. В 1995—2001 годах — вице-президент Объединённой Республики Танзания. Являлся близким союзником президента Бенджамина Мкапы и рассматривался как его возможный преемник.
Скончался 4 июля 2001 года в 23;45 по местному времени от сердечного приступа.